# Echter Bonito
Der Echte Bonito (Katsuwonus pelamis, jap. 鰹 Katsuo (veraltet: Katsuwo), engl. Skipjack tuna) ist die einzige Art der damit monotypischen Gattung Katsuwonus innerhalb der Makrelen und Thunfische (Scombridae). Der Echte Bonito lebt in tropischen und subtropischen Meeren, wird im Sommer aber auch gelegentlich in der Nordsee gefangen. Im östlichen Mittelmeer und im Schwarzen Meer fehlt er.
Der Unechte Bonito (Auxis thazard) sieht ihm ähnlich, sein Fleisch wird jedoch als weniger wertvoll betrachtet.

## Etymologie
Beim Gattungsnamen Katsuwonus handelt es sich um eine Latinisierung der japanischen Bezeichnung katsuo-zoku für diesen Fisch. Das Artepitheton pelamys stammt aus dem Altgriechischen πηλαμύς (pēlamys), damals wurden junge Thunfische im ersten Lebensjahr so bezeichnet.

## Merkmale
Der Echte Bonito erreicht gewöhnlich eine Länge von 80 cm FL (Fork length, gemessen bis zum Ende der mittleren Schwanzflossenstrahlen), maximal kann er eine Länge von 110 cm FL, ein Gewicht von 34,5 kg und ein Alter von 12 Jahren erreichen. Sein Rücken ist dunkel blauviolett. Die unteren Seiten und der Bauch sind von silberner Farbe, in Längsrichtung verlaufen hier vier bis sechs auffällige dunkle Bänder, die bei lebenden Tieren als Reihen von dunklen Flecken erscheinen können. Eine Schwimmblase ist nicht vorhanden. Der Fortsatz zwischen den Bauchflossen (Beckenfortsatz, Interpelvic process) ist klein und zweigeteilt. Der Körper ist mit Ausnahme des Korseletts (Bereich hinter dem Kopf und der Brustflosse) und der Seitenlinie unbeschuppt.
Der Echte Bonito hat 41 Wirbel. Die erste Rückenflosse wird von 14 bis 16 Hartstrahlen gestützt. Die zweite Rückenflosse mit 14 bis 15 Weichstrahlen ist von der ersten schmal getrennt, der Abstand ist nicht größer als der Augendurchmesser. Auf die zweite Rückenflosse folgen 7 bis 9 Finlets (spezielle kleine, strahlenlose Flossen entlang des Schwanzstiels). Die Afterflosse wird von 14 bis 15 Weichstrahlen gestützt, ihr folgen 7 oder 8 Finlets.

## Lebensraum und Lebensweise
Echte Bonitos leben epipelagial vor den Küsten im freien Ozean. Adulte Tiere kommen in Wassertemperaturen von 14,7 bis 30 °C vor, während die Larven meist auf Gewässer mit Oberflächentemperaturen von mindestens 25 °C beschränkt sind. Aggregationen bilden sich oft an den Grenzen von kalten und warmen Wassermassen. Tagsüber halten sie sich von der Oberfläche bis in Tiefen von 260 m auf, nachts bevorzugen sie die Oberflächennähe. Gelaicht wird in Schüben, in äquatorialen Gewässern das ganze Jahr über, in subtropischen Gewässern vom Frühjahr bis zum frühen Herbst, wobei die Laichzeit mit zunehmender Entfernung zum Äquator kürzer wird. Die Fruchtbarkeit nimmt mit der Größe der Weibchen zu, ist aber sehr variabel. Die Anzahl der Eier pro Saison beträgt bei einer Länge von 41 bis 87 cm FL zwischen 80 000 und 2 Millionen.
Der Echte Bonito ernährt sich hauptsächlich von Fischen, Krebstieren und Weichtieren. Zur Beute gehören auch Stachelmakrelen und Drückerfische. Seine vielfältige Nahrung lässt auf einen Opportunisten schließen, der jedes verfügbare Futter nimmt. Auch Kannibalismus kommt häufig vor. Die Hauptzeiten beim Nahrungserwerb sind der frühe Morgen und der späte Nachmittag. Der Echte Bonito zählt wiederum zur Beute von großen pelagischen Fischen, seine Hauptprädatoren sind andere Thunfische und Speerfische.

## Nutzung als Speisefisch

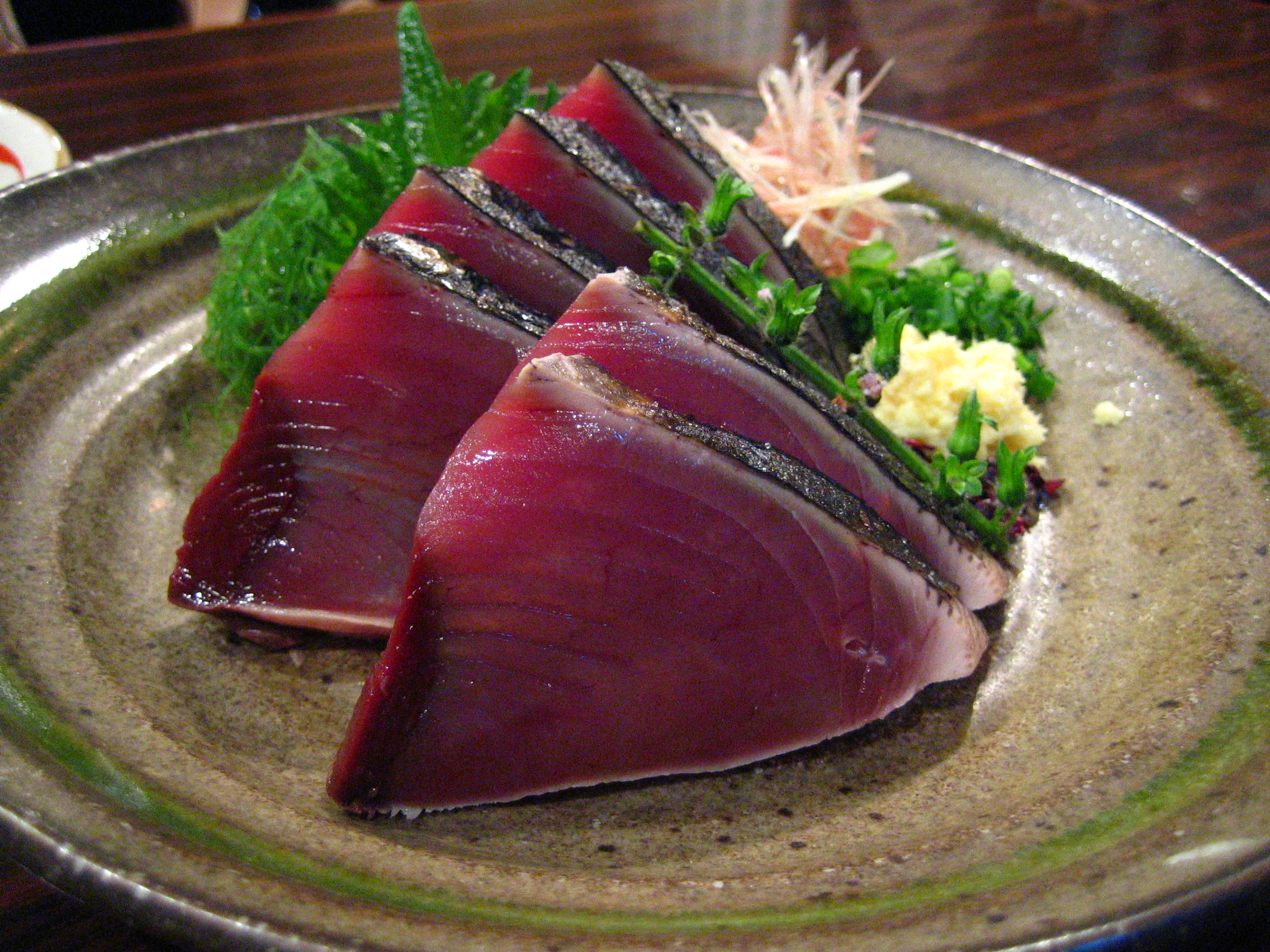
Katsuo no Tataki

Weltweiter Fang von Echtem Bonito in Tonnen nach Angaben der FAO

Der Echte Bonito (Skipjack) ist eine der wirtschaftlich bedeutendsten als „Thunfisch“ vermarkteten Arten, obwohl er zoologisch nicht zur Gattung der Thunfische (Thunnus) gehört, sondern innerhalb der Familie der Makrelen und Thunfische der einzige Vertreter der Gattung Katsuwonus ist.

Gefangen wird er oberflächennah hauptsächlich mit Ringwaden oder Angelruten, als Zufallsfang auch an Langleinen. Das Fleisch wird frisch, tiefgekühlt, als Konserve oder Zutat verarbeiteter Produkte (wie Tiefkühlpizza) angeboten. In der japanischen Küche wird er außerdem als Katsuobushi, d. h. getrocknet und geräuchert, oder als Katsuo no shiokara verarbeitet.
Nach deutschem Lebensmittelrecht müssen sowohl vorverpackte als auch lose angebotene Fische neben der Angabe der Handelsbezeichnung zusätzlich den wissenschaftlichen Namen deklarieren. Nach Alaska-Seelachs und Lachsen sind Bonitos die am dritthäufigsten gehandelte Fischart und auf Verpackungen an ihrer wissenschaftlichen Bezeichnung „Katsuwonus pelamis“ erkennbar. Wie nachhaltig der jeweilige Fisch ist, lässt sich sowohl an der Zertifizierung (z. B. Marine Stewardship Council) als auch an der Fangmethode (Ringwade, Treibnetzfischerei etc.) und dem Fanggebiet nachvollziehen.